# Hospital psiquiàtric

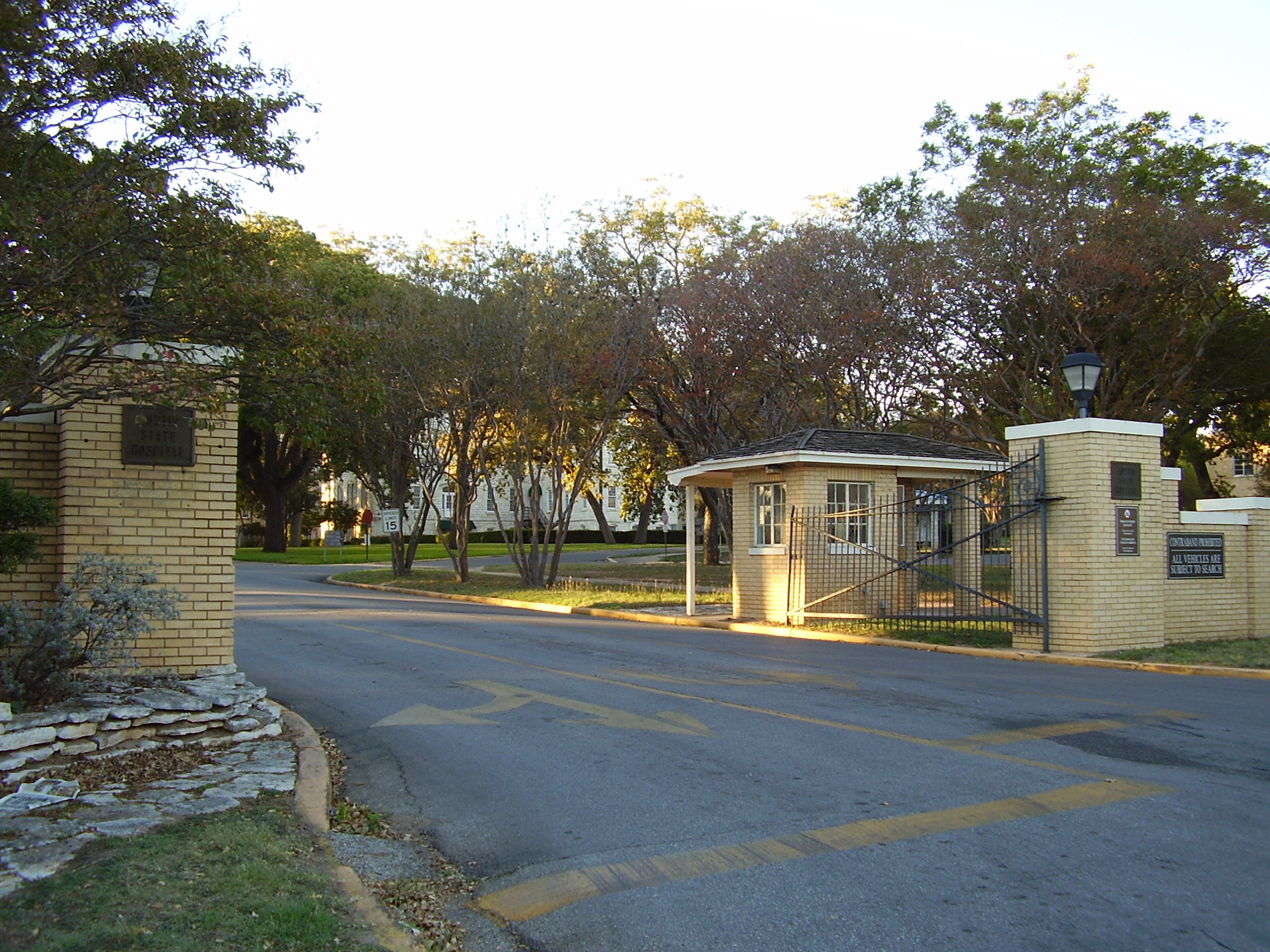
L'Hospital Estatal d'Austin, un hospital psiquiàtric del Departament Estatal del Servei de Salut de Texas, a Austin, Texas, Estats Units.

Un hospital psiquiàtric és un hospital, dedicat al diagnòstic i tractament de patologies psiquiàtriques o malalties mentals de manera residencial. Existeixen com a institucions separades o com a departaments dins d'un hospital general. Completen l'activitat terapeutica dels ambulatoris, quan un tractament policlínic no és possible. Ofreixen un servei psiquiàtric, psicològic i social a més d'assistència mèdica si cal.
Des dels anys 1960 en constatar la dificultat en què es trobaven les pacients per reïntegrar la societat després d'una hospitalització de llarga durada es tendeix a reduir quant més possible la durada de l'hospitalització i tornar quan més aviat al seu medi social i laboral normal, per evitar la marginació social. Aquest moviment només va sorgir a Catalunya i Espanya després de la caiguda de la dictadura des dels anys 1975. Per a les persones que després d'una estada a l'hospital necessiten més atenció s'han desenvolupat noves formes residencials intermediaris, com per exemple hospitals de dia, psicoterapia ambulant o cases amb atenció psicosocial. Aquestes darreres permeten una vida quant més normal i independent possible, dins la ciutat. Aquesta evolució va repercutar-se en l'arquitectura: les bastions amb muralles elevades i portes tancades, de preferència lluny de tot lloc habitat es van enderrocar i les portes es van obrir.

## Antecedents històrics

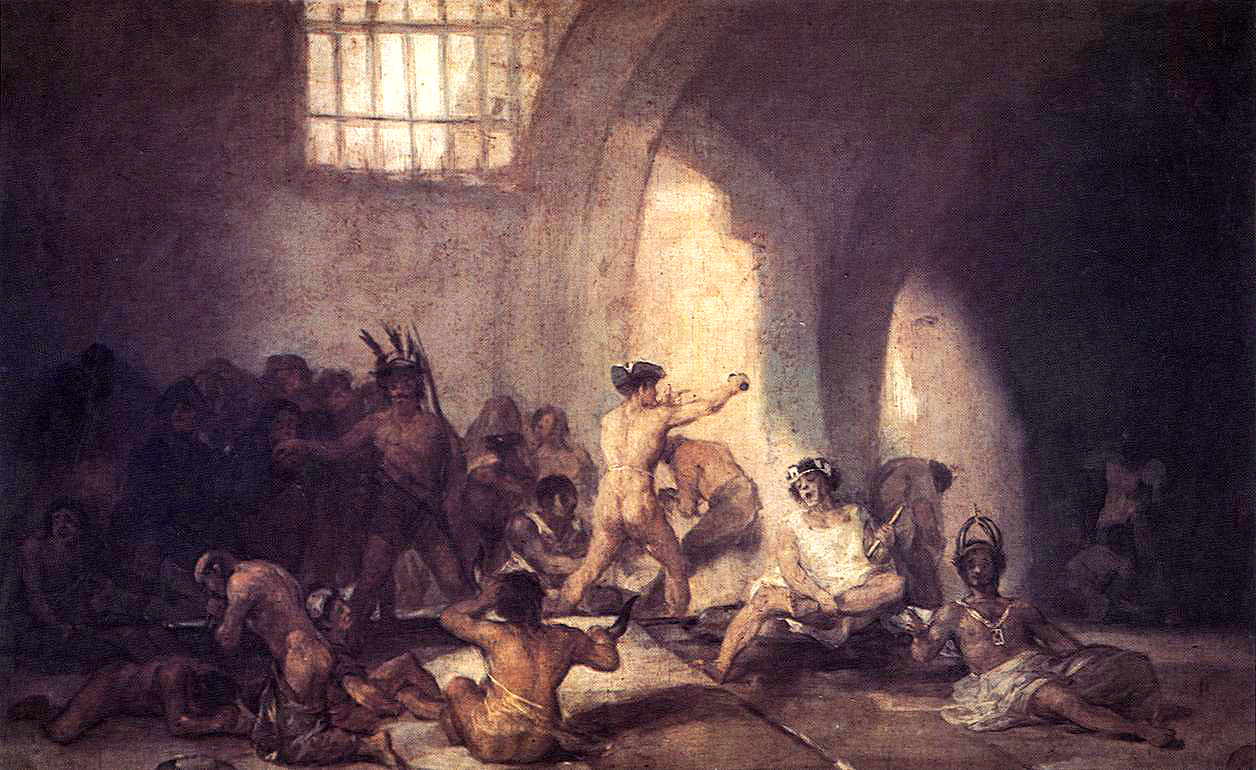
Casa de boigs, quadre de Goya que mostra un manicomi de principis del

Fins a la fi del segle xvii, no hi havia cap concepte científic sobre les persones amb trastorns mentals o comportament considerat com estrany. Era un període on l'obscurantisme regnava i les persones eren recloses i no rebien tractament. Una de les hipòtesis era la possessió diabòlica, i el màxim tractament possible era l'exorcisme. Quan presentaven conductes trastornades eren encadenades. Eren aïllades de la societat i internades en «asils per a bojos» o «manicomis» sense cap tractament. A Barcelona, el 1806 la Casa de Misericòrdia —entre altres institucions— havia de recollir persones tant diverses com «els mandrosos i vagabunds, els fills amb males propensions, els invàlids, bojos, fatus i decrèpits».
Antigament, les institucions eren sobretot dissenyades per amagar els trastorns de conductes, perceptius o del pensament i per aquelles manifestacions desestabilitzadores per al grup familiar o el grup social d'origen. Es van construir edificis amb finalitats restrictives més que terapèutics, resolts per la caritat i persones amb un humanisme basat en la fe religiosa, més que en l'orientació científica i social: que el cervell es pot alterar en el seu funcionament i generar manifestacions no acceptades per la societat.
L'evolució d'aquests asils, quasi presons i no veritables llocs de tractament, va junts amb l'evolució de la psiquiatria. A França, el metge Philippe Pinel (1745-1826) va ser un dels precursors de la psiquiatria moderna qui va començar humanitzant el tractament i retirar les cadenes. A Barcelona, el manicomi La Nova Betlem de Gràcia va ser des de la seva fundació el 1857 el primer de la península Ibèrica a aplicar les mètodes que John Conolly va desenvolupar al seu llibre The Treatment of the Insane Without Mechanical Restraints (El tractament dels bojos sense cadenes i manilles) publicat només un any abans. Va ser una evolució lenta —que no està acabada— durant dos segles des de la reclusió quasi perpètua sense tractament o assistència, cap a un tractament ambulant integrat en el medi psicosocial natural, i si cal una estada de curta durada que eviti la marginació i els problemes iatrogènics de reinserció, és a dir causats pel tractament durant molts anys en llocs aïllats del món.

## L'hospital psiquiàtric com a institut de repressió i policia
Aquesta obertura progressiva dels hospitals psiquiàtrics contrasta amb l'abús de la reclusió psiquiàtrica en règims dictatorials, molt habitual a tot el segle xx. El més extrem va ser el racionalisme eugenètic i econòmic propugnat pel nazisme (1933-1945) que va decretar que persones amb trastorn mental són vida no mereixedora de vida i que l'hospital psiquiàtric és una dilapidació dels escassos recursos que la «societat sana» necessita en altres llocs més útils. Almenys 250.000 malalts mentals i invàlids van ser assassinats en «hospitals» especialitzats, organitzats per l'Aktion T4, uns 400.000 van ser castrats «per evitar la propagació de la seva inferioritat genètica».
A l'Espanya franquista, el psiquiatre Antonio Vallejo-Nágera va pretendre que «la idea de las íntimas relaciones entre marxismo e inferioridad mental ya las habíamos expuesto […] pues si militan en el marxismo de preferencia psicópatas antisociales, […] la segregación de estos sujetos desde la infancia podría liberar a la sociedad de plaga tan temible». En el moment en què a Europa i als Estats Units començaven prudentment obrir els hospitals, a Espanya es va promulgar la llei del 1970 que proposa el manicomi per descartar «gamberros, homosexuales, vagos y maleantes» o dissidents polítics. En nom de la defensa social es justificaven mesures de polícia, per efecte de la suposada «perillositat social», i el dret de l'estat de defendre's amb detenció protectiva psiquiàtrica contra aquest perill sense que hi hagi cap delicte. La Unió Soviètica aplicava igualment la reclusió als dissidents polítics. Ans al contrari d'Espanya, no considerava el marxisme com una malaltia mental.